# Lasiopleura longepilosa
Lasiopleura longepilosa är en tvåvingeart som först beskrevs av Gabriel Strobl 1893.  Lasiopleura longepilosa ingår i släktet Lasiopleura och familjen fritflugor. Inga underarter finns listade i Catalogue of Life.